# Pro Evolution Soccer Management
Pro Evolution Soccer Management (poznat i kao PESM ili PES Manager/Management) je nogometna menadžment videoigra, koja je izašla 2005. godine. To je prva i zasad jedina magnament videoigra u Pro Evolution Soccer serijalu.

## Mogućnosti
Igra se bazira na sezoni 2005./06. u nogometu. Na početku igranja, odabira se željeni nogometni klub koji se kasnije trenira. 108 nogometnih klubova je na raspolaganju za odabir, iz 6 najjačih svjetskih liga. To su:
- Premiership
- La Liga
- Serie A
- Bundesliga
- Ligue 1
- Eredivisie

Kada svaka utakmica završi, dobivaju se bodovi. Oni služe za otključavanje nekih određenih nogometaša, novih mogućnosti igre, itd. Kada se svi bodovi skupe, dozvoljeno je trenirati novi klub, sve ovisi o bodovima, jer, jači klub treba veći broj bodova. Što se duže klub trenira, više se bodova i dobije.

## Ocjene
Igra je većinom doživila negativne ocjene, najviše zbog velike količine nelicenciranih nogometaša, klubova, liga, itd. Podosta trenera i igrača nemaju pravilna imena. Također, ako igrač nema pravo ime, ne može se naći u statistici i rezultatima. Zbog tih stvari, igru je teško igrati.
Druga negativna stvar je činjenica da klubovi ne mogu ispasti iz liga, uvijek isti klubovi ostaju u svakoj ligi. To je bilo jako nerealistično i "lijeno"  napravljeno od strane proizvođača. Ti nedostatci ograničavaju uživanje u igri.

## Nastavci
Od 2005. godine, nisu se proizvodili nikakvi nastavci ove igre, većinom zbog neuspjeha na tržištu. Doduše, ljubitelji Pro Evolution Soccera i Konamija su smatrali da je igra Let's Make a Soccer Team! vrsta nastavka ove igre, zbog sličnosti između dviju igara.

## Vanjske poveznice
- PES Management na Službenoj stranci  Arhivirana inačica izvorne stranice od 3. siječnja 2008. (Wayback Machine) Konamija
- Izvješće o igri na www.gamespot.com
- Izvješće o igri na www.metacritic.com  Arhivirana inačica izvorne stranice od 22. ožujka 2009. (Wayback Machine)